# ورزشگاه وودافون پارک
ورزشگاه وودافون پارک (به ترکی استانبولی: Vodafone Park) ورزشگاهی در شهر استانبول در کشور ترکیه است.
از سال ۲۰۱۶ تاکنون بازی‌های خانگی باشگاه فوتبال بشیکتاش در این ورزشگاه برگزار می‌شود.